# 武汉大学标本馆
武汉大学标本馆是中国高校中规模名列前茅的，分为动物标本馆和植物标本馆。其中动物馆是中国最早、最大的标本馆之一，鸟类标本居全国各馆之首；植物馆则为中国十大植物标本馆之一，武大校园本身也是中国植物学会植物园分会的会员。

## 动物标本馆

### 历史
源自福州唐春营家族，采用欧式技法制作标本。1928年，唐春营四子唐启秀进国立武汉大学，担任动物技师。唐启秀和儿子唐瑞昌于1929年创建了动物标本馆。武大西迁乐山时期，唐瑞昌搜集到了大量的标本。1950年代到60年代，他带领其子唐兆子及其工作人员辗转大江南北，足迹遍及西双版纳、大小兴安岭和新疆阿尔泰山区，采集了大量标本。现任馆长唐兆子，其子唐健亦在标本馆工作。该馆先后接待过乔石、李铁映等要人。

### 概况
馆内共收藏有8600多件标本。主要收藏和展出有脊椎动物亚门的圆口纲、鱼纲、两栖纲、鸟纲、哺乳动物2255种及亚种，其中鱼类556种、两栖类98种、爬行类126种、鸟类1000种及亚种、哺乳类175种。其中95%以上是馆员采集积累的，2-3%是与国内其他单位交换的，1%左右从国外引进（如从澳大利亚引进袋鼠、从新西兰引进无翼鸟）。有陈列室、展厅和工作室近700平方米。

### 特藏
- 崖鸽（制作于1911年，是中国保存最久的标本之一）
- 柱头虫、文昌鱼（从低等的无脊椎动物进化到高等的脊椎动物的中间过渡类群）
- 泥螈、虎螈（从鱼类进化到两栖类的中间型动物）
- 始祖鸟化石模型（从爬行类进化到鸟类）
- 鸭嘴兽（从爬行类进化到哺乳类的“活化石”）
- 在动物学、生态学上具典型代表的动物：七鳃鳗、美洲肺鱼、避役、盲蛇、两头蛇、鸵鸟、鸸鹋、几维、蜂鸟、大袋鼠等
- 在中国自然界已难寻足迹的珍稀种类：中华鲟（长达4米）、白暨豚、扬子鳄、中华秋沙鸭、红腹锦鸡、白颈长尾雉、褐马鸡、朱鹮、黄腹噪眉（全国只有3个）、金丝猴、倭蜂猴、大熊猫等

### 荣誉
- 1990年，获得武汉市科协“首届武汉市科技博览会”奖
- 1995年，武汉市委、市政府授牌“武汉市爱国主义教育基地”
- 1996年，武汉市环保委员会挂牌“武汉市环境教授基地”
- 1997年，武昌区科协挂牌“武昌区青少年科普教育基地”
- 参与《神农架》、《湖北省重点保护动物图谱》的编写工作

## 植物标本馆

### 历史
1931年10月，钟心煊到国立武汉大学生物系任教授。第二年即着手调查采集武昌植物，并于1933年建立武大植物标本室。以后又组织人员到咸宁、武陵源、武夷山、峨嵋山等地采集标本，并与哈佛大学、英国皇家爱丁堡植物园等外国科研机构交换植物种子和标本。1951年，组织人员分赴湖北各地调查3个月，采集蜡叶标本及种子、苗木3300份。现任馆长王青锋。

### 概况
植物馆有近70年历史，馆藏蜡叶标本23万份，其中蕨类植物37科、裸子植物6科、被子植物227科，共约2万种，且水生植物标本收藏最为集中。此外还有干制或浸制标本各数千件。并拥有一批模式标本及珍稀植物标本。模式标本照片约5000张。有陈列室、展厅和工作室近600平方米。
1930年代初，学校开辟了植物园，既作为农学院教学、科研的重要实习场地，也为美化校园之用，先后从美国、英国、日本等地引进800余种木本及草本植物，并从四川、安徽、江西、云南、贵州等地大量引进种苗。

## 自然博物馆

### 概况
武大校园本身就是一座自然博物馆，内有珞珈山、狮子山、火石山、笔架山、乌鱼岭、小龟山、侧船山、半边山、团山、廖家山、郭家山、陈家山等十余座大小山丘坐落其中，洪波池、月亮湖、星湖点缀其间。外有东湖水半面环抱，水果湖与之交相辉映。珞珈山校园（30°32′04″～30°32′47″N，114°21′15″～114°22′21″E）面积134.207公顷，属亚热带湿润季风气候。其中珞珈山在武昌东湖的南岸，东、北两面濒湖，西部逶迤至茶港，南麓有路横贯东西，山体绿化覆盖率100%。东西长1280米，主峰海拔118.5米，狮子山主峰海拔69米，座落在校园斜向的南北两翼上，基岩主要为下古生代页岩、泥盆纪砂岩、下石炭纪石英岩（在本区面积最大）和珞珈火石岩。其上覆盖一层厚薄不均的棕黄色粘土（成土年代大约是第四纪），由山顶至山麓，粘土层逐渐增厚。茶叶港和湖滨低地为近代冲积层，土质为珞珈山砂质粘土与洪山砂质粘壤土。两山间谷地（海拔25米）为火石山砂质粘壤土，山麓四周为牛王庙粉砂粘土，土壤偏酸性。狮子山是一座真正的飞来峰。鳞木化石、腕足类化石和南麓一公里长的逆掩断层表明由四亿年前泥盆纪砂岩组成的狮子山主体是在一亿四千万年以前的一次地壳变动中从不远的北方被推来，落在二亿七千万年前形成的砂质页岩上。侧船山南的峡谷一带更是被地质界人士称为武汉地质博物馆。

### 动物
动物标本馆第二任馆长唐瑞昌从1929年就开始观察珞珈山的鸟类，当时学校因远离城区，共有鸟类276种，其中有一半是水鸟。随着城市的发展，鸟类也不断减少，但由于校内植被环境一直保持得很好，现在仍有各种鸟类80多种，其中留鸟有灰喜鹊、乌鸫、大山雀、白头翁、山斑鸠、珠颈斑鸠等，候鸟有夏季的黄鹂、寿带鸟、四声杜鹃、鹰鹃等及冬季的斑鸠、黄腹山雀等。近年来，随着周边环境及东湖水质的改善，鸟类也在慢慢增多，特别是数量增加较多。

### 植物
1929年8月划定珞珈山校园后就确立了在校园内收集本地区物种、营建亚热带林带的建园思想，同时做好绿化规划和环境保护。王世杰校长亲自带领师生从东厂口步行至珞珈山造林，半年植树50万株。叶雅各教授亲自规划、引种、选种，在保护原有植被的同时，发动师生员工因地制宜植树造林。栽种有松、柏、杨、柳、枫、栎、樟、银杏、乌桕、女贞、洋槐及花果树木桂、桃、梅、李、拐枣、苹果、枇杷、海棠、玉兰、紫荆、石楠、冬青等60多个品种，造林面积近2000亩。抗战胜利后，学校复员珞珈山，在钟心煊、孙祥钟、叶雅各等教授的指导下，学校从峨嵋山、黄山、庐山、神农架等地及英、美、日等国引进大量种苗，其中驰名中外的水杉就是他们最早从湖北利川引进武大并繁育种苗扩散到国内外的。现在虽然校舍面积增加了24倍，但绿化面积仍有2300亩，已形成4类59群丛的植被体系。其中有22亩国内外高校校园罕见、亚洲极为稀有的具有亚热带特征的壳斗科常绿阔叶青冈栎林，700余亩自然和半自然山林，及面积不等的樟树林、石楠林、栎树林、雪松林、马尾松、湿地松、樟树混交林、水杉池松混交林、刺柏侧柏混交林。共4门近900种（属于珍稀濒危的植物有11科17种，古树名木13株），其中有种子植物门120科、558属、800多种（含木本植物66科、154属、276种），蕨类植物门21科、31属、48种，苔藓植物门20多种，地衣门10余种。此外，还有大量小灌木、野生花卉、药用植物和岩生植物，如盘龙参、紫芝、海金沙、金鸡菌、挖耳草、江南毛莨等。学校还数次应邀参加了世界植物园大会。另外值得一提的是久负盛名的樱花，以日本樱花为主，收集了早樱、晚樱和垂枝樱等共6种10余个佳品的樱花。